# Tarrango
Tarrango ist eine Rotweinsorte. Die Neuzüchtung wurde im Jahr 1965 von der Horticultural Research Station des CSRI in Merbein im Bundesstaat Victoria, Australien vorgestellt. Sie ist eine Kreuzung der Sorten Touriga Nacional und Sultana. Der Züchter der Sorte war Alan J. Antcliff. Im Jahr 2005 waren in Australien 201 Hektar Rebfläche mit dieser Sorte bestockt.
Die Tarrango reift sehr spät und kommt somit selten zu voller Reife. Sie eignet sich daher nur für sehr warme Klimazonen, wie sie in Victoria, Australien üblich sind. Dort werden aus ihr Beaujolais – ähnliche Rotweine, die man jung trinken sollte, erzeugt. Sie ist eine Varietät der Edlen Weinrebe (Vitis vinifera).
Synonyme: keine bekannt. Der offiziell zugelassene Klon trägt die Bezeichnung MH47 – 40
Abstammung: Touriga Nacional × Sultana